# Тазовский сельсовет
Тазовский сельсовет — сельское поселение в Золотухинском районе Курской области Российской Федерации.
Административный центр — село Тазово.

## История
Статус и границы сельского поселения установлены Законом Курской области от 21 октября 2004 года № 48-ЗКО «О муниципальных образованиях Курской области»

## Население
| 2002  | 2010  | 2012  | 2013  | 2014  | 2015  | 2016  |
| ----- | ----- | ----- | ----- | ----- | ----- | ----- |
| 2130  | ↘1811 | ↘1810 | ↗1814 | ↘1811 | ↗1826 | ↗1828 |
| 2017  | 2018  | 2019  | 2020  | 2021  |       |       |
| ↘1825 | ↘1811 | ↘1791 | ↘1761 | ↗2007 |       |       |

## Состав сельского поселения
| № | Населённый пункт    | Тип населённого пункта       | Население |
| - | ------------------- | ---------------------------- | --------- |
| 1 | Жерновец            | село                         | ↘874      |
| 2 | Жерновецкие Выселки | деревня                      | ↘1        |
| 3 | Мешково             | деревня                      | ↘59       |
| 4 | Никольское          | село                         | ↘115      |
| 5 | Переверзево         | деревня                      | ↘19       |
| 6 | Прилепы             | деревня                      | ↘8        |
| 7 | Тазово              | село, административный центр | ↘614      |
| 8 | Терепша             | деревня                      | ↘95       |
| 9 | Шумская             | деревня                      | ↘26       |